# Comuna de Leśna
Leśna (polaco: Gmina Leśna) é uma gminy (comuna) na Polónia, na voivodia de Baixa Silésia e no condado de Lubański. A sede do condado é a cidade de Leśna.
De acordo com os censos de 2004, a comuna tem 10 779 habitantes, com uma densidade 103,1 hab/km².

## Área
Estende-se por uma área de 104,5 km², incluindo:
- área agricola: 65%
- área florestal: 24%

## Demografia
Dados de 30 de Junho 2004:
|                      | Total   | Total | Mulheres | Mulheres | Homens  | Homens |
| -------------------- | ------- | ----- | -------- | -------- | ------- | ------ |
|                      | pessoas | %     | pessoas  | %        | pessoas | %      |
| População            | 10 779  | 100   | 5496     | 51       | 5283    | 49     |
| Densidade (pop./km²) | 103,1   | 100   | 52,6     | 52,6     | 50,6    | 50,6   |

De acordo com dados de 2002, o rendimento médio per capita ascendia a 1219,8 zł.

## Subdivisões
- Bartoszówka, Kościelniki Górne, Kościelniki Średnie, Miłoszów, Pobiedna, Smolnik, Stankowice, Szyszkowa, Świecie, Wolimierz, Zacisze, Złotniki Lubańskie, Złoty Potok.

## Comunas vizinhas
- Gryfów Śląski, Lubań, Mirsk, Olszyna, Platerówka, Świeradów-Zdrój.